# 瑚海みどり
瑚海 みどり（さんごうみ みどり、1972年9月2日 - ）は、日本の声優、女優、映画監督。神奈川県出身。

## 略歴
映画美学校フィクションコース初等科修了生。
以前は賢プロダクションに所属していた。
2021年5月2日、脚本・監督・主演を務めた短編映画『ヴィスコンティに会いたくて』が第1回演屋祭金賞を受賞。同年11月8日、監督を務めた短編映画『橋の下で』がAmazon Prime Videoテイクワン賞審査委員特別賞。
2023年11月12日、脚本・監督・主演を務めた長編映画『99%、いつも曇り』が第17回田辺・弁慶映画祭で弁慶グランプリ、観客賞、俳優賞、わいず倶楽部賞を受賞。

## 人物
舞台に始まりバラエティ番組のレポーターなども経験して、ドラマ、映画出演と幅広く活動。
特技は『犬神家の一族』の佐清のモノマネ、グラフィックデザイン、乗馬、英語の発音、マッサージ。趣味はオペラ歌唱、ヨガ、切手収集、猫ブログ、声楽。オペラ歌唱に関しては毎年ロングドレスを着用して発表会に参加している。
好きな食べ物は牛タンで、週に3回牛タンランチ、4食連続牛タン食するほどの牛タン狂い。

## 出演
太字はメインキャラクター。

### テレビアニメ
- 結界師（2007年、サブ）
- それいけ!アンパンマン（2007年、クマ太）
- RD 潜脳調査室（2008年、サシマ）
- スキップ・ビート!（2008年、女将）
- スティッチ!（2009年 - 2010年、マネージャー、ピーコの母 / ピーコママ） - 2シリーズ[一覧 1]
- ダンボール戦機（2011年、マジョラム）

### ゲーム
- トロピコ5（2015年、プレジデンテ〈女〉）
- マインクラフト:ストーリーモード シーズン2 （2017年、ポークチョップ）

### 吹き替え

#### 映画
- アメリア 永遠の翼
- イントゥ・ザ・ブルー2
- インビクタス/負けざる者たち（メアリー〈レレティ・クマロ〉）
- おじさんに気をつけろ!（マーシー〈ローリー・メトカーフ〉） - Netflix版
- オットーという男（マリソル〈マリアナ・トレビーニョ〉[8]）
- 危険な遊戯/ハマースミスの6日間（エヴァンス）
- コールド・フュージョン（リラ）
- ザ・コア（クリスティーン）
- ザ・スイッチ（キャエネス[9]）
- しあわせの雨傘（ナデージュ）
- 幸せのちから（ヒッピー女）※ソフト版
- 幸せのレシピ
- シャーロック・ホームズ ※劇場公開版
- ジャン＝クロード・ヴァン・ダム ファイナル・ブラッド（サンダース〈マリア・コンチータ・アロンゾ〉）
- 情愛と友情
- スパイダー・パニック
- スモーキン・エース/暗殺者がいっぱい
- 地球が凍りつく日
- ディザスター・ムービー! 最'難'絶叫計画（リサ〈キム・カーダシアン〉）
- ノウイング
- ハードワイヤー 奪われた記憶
- バビロンZ（アーコ）
- M:i:III（メリッサ〈サッシャ・アレクサンダー〉）※フジテレビ版

#### ドラマ
- EXPO－爆発物処理班－(デサイ<マンジンダー・ヴァーク>)(WOWOW)
- ER XV 緊急救命室 #11（クインシー・ベネット〈スターリング・D・アードリー〉）
- 恐竜SFドラマ プライミーバル 第3章
- クリミナル・マインド2 FBI行動分析課 #11
- CSI:8 科学捜査班 #10
- ジャン＝クロード・ヴァン・ジョンソン（サンダース〈マリア・コンチータ・アロンゾ〉）
- ジョナス（サンディ）
- 新ビバリーヒルズ青春白書（シラジ夫人）
- ダウントン・アビー（ヴェラ・ベイツ〈マリア・ドイル・ケネディ〉）
- ダメージ2
- デスパレートな妻たち
- トンイ
- ナース・ジャッキー2（ティムの妻）
- 犯罪捜査官 アナ・トラヴィス（ジョーン）
- HEROES/ヒーローズ（オードリー・ハンソン〈クレア・デュヴァル〉）
- プッシング・デイジー 〜恋するパイメーカー〜 #6
- Fleabag フリーバッグ（クレア〈シアン・クリフォード〉）
- 弁護士イーライのふしぎな日常（ブランカ・ラミレス）
- BONES
  - シーズン5 #15（グラント巡査〈クレア・デュヴァル〉）
  - シーズン7 #3（ビアンカ）
  - シーズン9 #13（カラ）
- ミス・マープル3 復讐の女神（マージョリー）
- ミッシング -サイキック捜査官- （ウィットモア）
- LOST（ニッキー・フェルナンデス〈キーリー・サンチェス〉）

#### アニメ
- アーサー・クリスマスの大冒険（ブライオニー[10]）
- アイス・エイジシリーズ
  - アイス・エイジ2
  - アイス・エイジ3/ティラノのおとしもの
- カーズ2
- カーズトゥーン メーターの世界つくり話
- シュガー・ラッシュ（ディアナ）
- 長ぐつをはいたネコと9つの命[11]
- メーターの東京レース
- メガマインド

### ボイスオーバー
- ピットブル・レスキュー（ティア・マリア・トーレス）
- THE FIRM
- マーサ・スチュワート
- 現代の驚異
- バイオグラフィティー
- ワイド!スクランブル
- サンデースクランブル
- スーパーJチャンネル
- ノルマンディからの手紙
- プロジェクト・ランウェイ
- ディスカバリーチャンネル
- ジェイミーオリバー

### ドラマ
- 踊る大空港、或いは私は如何にして 踊るのを止めてゲームの ルールを変えるに至ったか。（2016年）
- Love or Not2（2018年、三羽商事株式会社の社員）

### 映画
- 日常恐怖劇場 オモヒノタマ 念珠 六ノ珠「エドちゃん」（2004年）
- 河童の女（2020年、屋島景子）
- ヴィスコンティに会いたくて（2021年、白石冴子）
- almost people「長男のはなし」（2023年、古見）[12]
- 99%、いつも曇り（2023年、楠木一葉）[13]

## 映画監督作品
- ヴィスコンティに会いたくて（2021年） - 脚本も担当
- 橋の下で（2021年）
- 99%、いつも曇り（2023年）- 脚本も担当

### シリーズ一覧
1. ↑  第1期（2009年）、第2期『〜いたずらエイリアンの大冒険〜』（2009年 - 2010年）